# Gamaliel Ramírez
Gamaliel de Jesús Ramírez Andrade (Guadalajara; 20 de mayo de 1946) es un exfutbolista mexicano que jugaba de defensa.

## Selección nacional
Jugó en siete ocasiones con la selección de México y fue convocado al Campeonato de Naciones de la Concacaf de 1967.

### Participaciones en Campeonatos Concacaf
| Copa                                          | Sede     | Resultado  | Part. | Goles |
| --------------------------------------------- | -------- | ---------- | ----- | ----- |
| Campeonato de Naciones de la Concacaf de 1967 | Honduras | Subcampeón | 0     | 0     |

## Clubes
| Club           | País   | Año       |
| -------------- | ------ | --------- |
| Atlas F.C.     | México | 1965-1972 |
| C.S.D. Jalisco | México | 1972-1973 |
| C.D. Veracruz  | México | 1973-1974 |
| C.S.D. Jalisco | México | 1974-1976 |
| Atlas F.C.     | México | 1976-1977 |

## Palmarés

### Títulos nacionales
| Título           | Equipo | País   | Año     |
| ---------------- | ------ | ------ | ------- |
| Copa México      | Atlas  | México | 1967-68 |
| Segunda División | Atlas  | México | 1971-72 |